# 大分岡病院
大分岡病院（おおいたおかびょういん）は、大分県大分市西鶴崎にある病院。地域医療支援病院　臨床研修指定病院、第二次救急指定病院。

## 概要
大分市東部の中心地であるJR九州鶴崎駅前に位置する、大分市東部地区の中核的な医療機関である。

## 沿革
- 1954年（昭和29年）5月22日 - 岡医院（8床）として開設。
- 1963年（昭和38年）7月11日 - 大分岡病院（40床）に改組。
- 1964年（昭和39年）6月2日 - 救急病院告示承認。
- 1982年（昭和57年）1月12日 - 病院内温泉掘削工事。
- 1989年（平成元年）1月23日 - 医療法人敬和会設立。医療法人 敬和会 大分岡病院となる。
- 2000年（平成12年）4月1日 - 二次救急病院の指定を受ける。
- 2006年（平成18年）10月5日 - 地域医療支援病院の名称使用許可を受ける。
- 2009年（平成21年）4月1日 - 敬和会が社会医療法人の認定を受け、社会医療法人 敬和会 大分岡病院となる。

## 交通
- 鉄道 - JR九州鶴崎駅から徒歩約5分。
- バス - 大分バス鶴崎駅前停留所・鶴崎寺司停留所下車、徒歩約5分